# Île de San Biagio
L'île de San Biagio (en italien : isola di San Biagio) ou Île aux lapins (en italien : isola dei conigli), est une île d'Italie du lac de Garde appartenant administrativement à Manerba del Garda.

## Géographie
Située à 200 m de la côte, elle s'étend sur environ 168 m de longueur pour une largeur approximative de 85 m. 
Elle est aménagée pour le tourisme. 